# Jentil

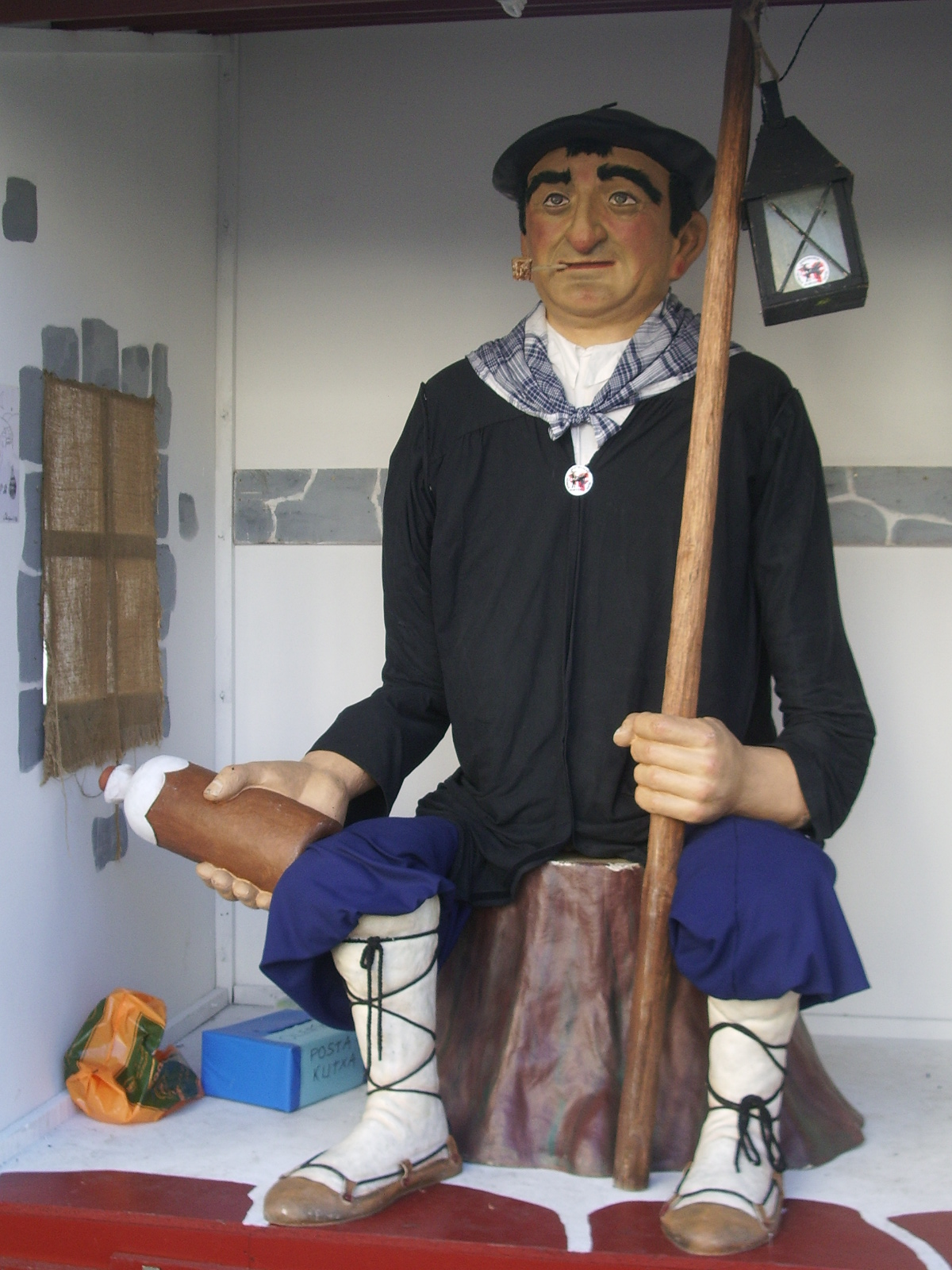
Olentzero, een jentil die in de kerstperiode met cadeautjes komt

Een jentil (meervoud jentilak) is een reus uit de Baskische mythologie.
Er wordt verteld dat de jentilak naast de Basken leefden. Ze waren zeer behaard en erg lang, zodat ze door de zee konden lopen en stenen van de ene naar de andere berg konden gooien. Dit gebruik om met stenen te gooien zorgde voor veel volksverhalen en verklaringen voor grote stenen bouwsels en megalieten. Zelfs het balspel pilota wordt toegeschreven aan de Jentil. Deze traditie leeft voor in het gebruik zware stenen op te tillen en te gooien. Volgens enkele verhalen zijn de jentilak verantwoordelijk voor de dood van Roland tijdens de Slag bij Roncevaux (zie ook Roelantslied).
De jentilak vonden volgens de Baskische mythologie de metallurgie en de zaag uit. Ze verbouwden tarwe en leerden de mens om landbouw te bedrijven. Ze weigerden om te verhuizen van de bergen naar de dalen wegens een afkeer tegen vooruitgang. Ze verdwenen in de aarde via een dolmen in de Arratzarenvallei in Navarra toen een lichtgevende wolk of ster verscheen. Deze wolk of ster was de aankondiging van de geboorte van Christus (Kixmi) en het einde van het Jentiltijdperk. Volgens andere verhalen sprongen de jentil van een berg. Alleen Olentzero bleef over; hij komt in de kerstperiode uit het bos naar de mensen.
De benaming "jentil" komt van het Latijnse gentilis, wat "niet-jood" betekent. De benaming wordt gebruikt voor de voorchristelijke beschavingen en dan in bijzonder voor de bouwers van megalithische bouwwerken. Volgens andere Baskische mythen waren ook de Mairu (Baskisch voor Moren) betrokken bij de bouw van harrespils en dolmens.
De Finse archeologe Hanna Lindström van de universiteit van Helsinki beschreef in haar scriptie uit 2014 meerdere volksverhalen over de bovennatuurlijke maaksters en beschermsters van de bouwwerken. Deze Mouras Encantadas waren onsterfelijk en bezaten de eeuwige jeugd, schoonheid en wijsheid. Ze onderwezen de mens het spinnen, weven en het maken van kaas. De archeologe legt verbanden met de Griekse Moirae of Romeinse Fata (beide schikgodinnen, zie ook de Parcen). Deze moura-mari-marion godinnen worden door taalkundigen aan de dood en geesten gekoppeld. Folkloristen verbinden hen aan het leven, vruchtbaarheid, gezondheid en oude wijsheid. Ze kunnen van vorm veranderen, bijvoorbeeld een geit, stier of slang. Ze geven goede mensen cadeaus, maar straffen slechte mensen.
De legenden veranderden in de loop van de tijd en meer recente verhalen vertellen over de mouras als zijnde moorse vrouwen die door een betovering door hun vaders in een eeuwige onveranderlijke staat zijn gebracht. Ze bewaken schatten die ondergronds of in de dolmens zijn verborgen. Ze kunnen in slangen veranderen en worden bewaakt door boze stieren. In weer andere verhalen wonen ze in paleizen van goud en zilver en wachten tot ze hun vrijheid krijgen doordat een man die moura, in de vorm van een enorme slang, zoent. Dit lukt niet en de tranen van de mouras vormen rivieren.
In de 19e eeuw kwamen er verhalen over personen die middernacht of om 12 uur 's middags of tijdens midzomer een bezoek brengen aan de mouras. Ze worden in verband gebracht met de naderende dood en geboortes, ze bepalen of de moeder en/of het kind overleven.
Er bestaan vele bouwwerken met het woord jentil. Ze duiden heidense en/of zeer oude plaatsen aan die volgens de verhalen door de Jentil zijn gebouwd. Dolmens worden jentilarri of jentiletxe genoemd, de harrespils (een steenkist binnen een steencirkel) worden jentilbaratz genoemd en grotten worden aangeduid met jentilzulo of jentilkoba.

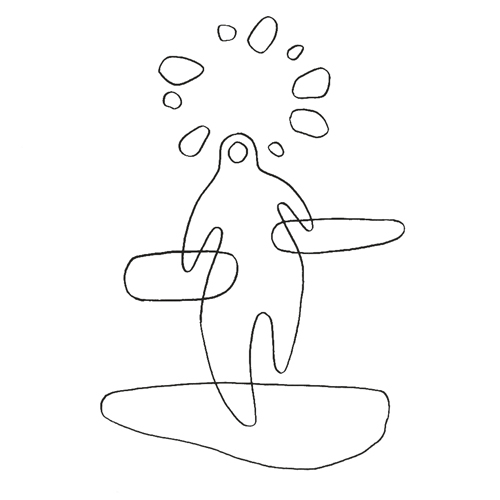
Jentil uit de Baskische mythologie
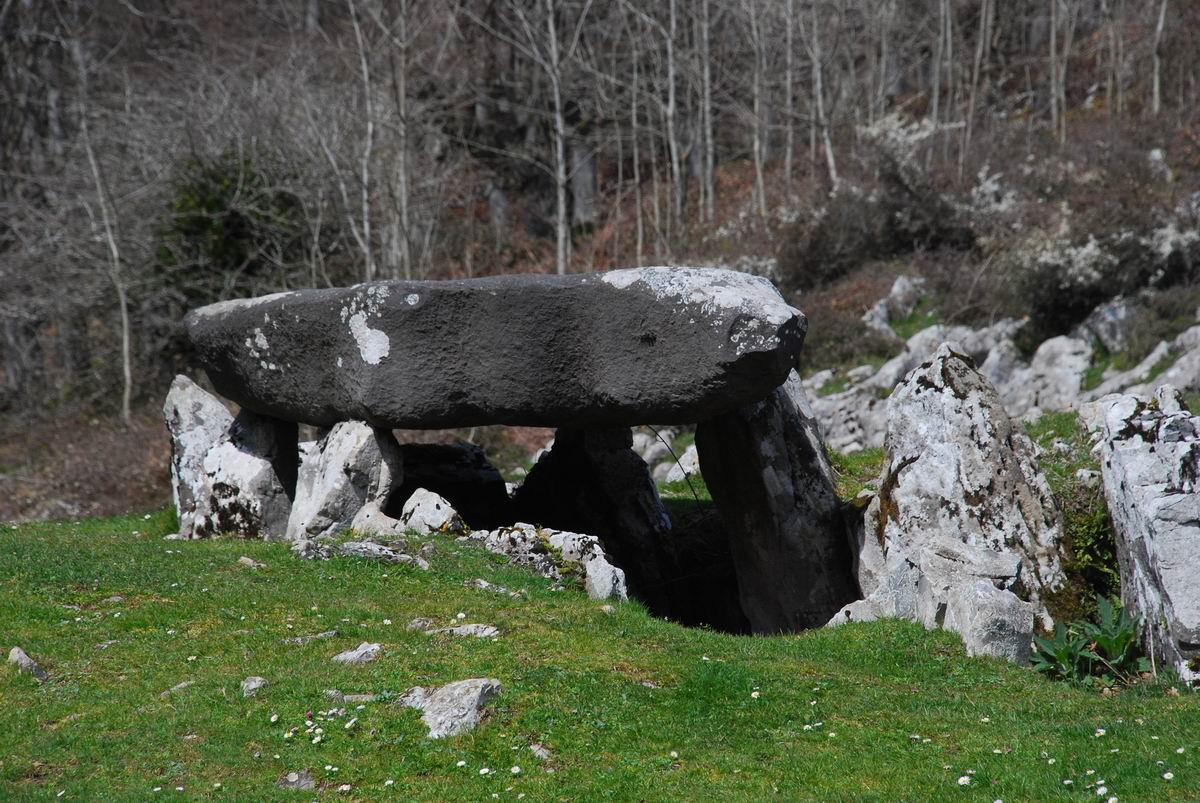
Jentilarri
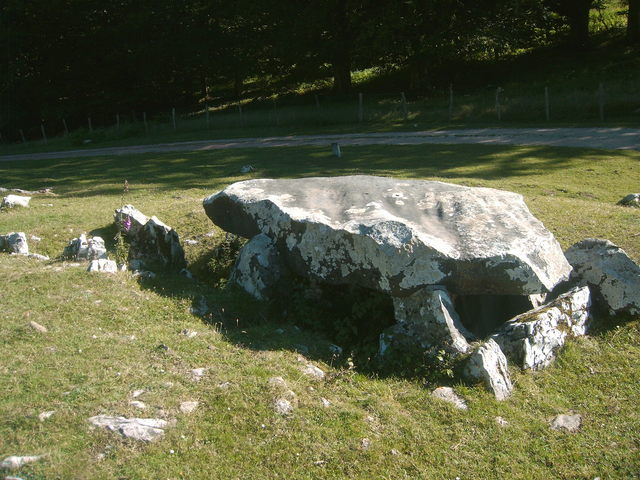
Jentilarri